# Kristinebergs marina forskningsstation

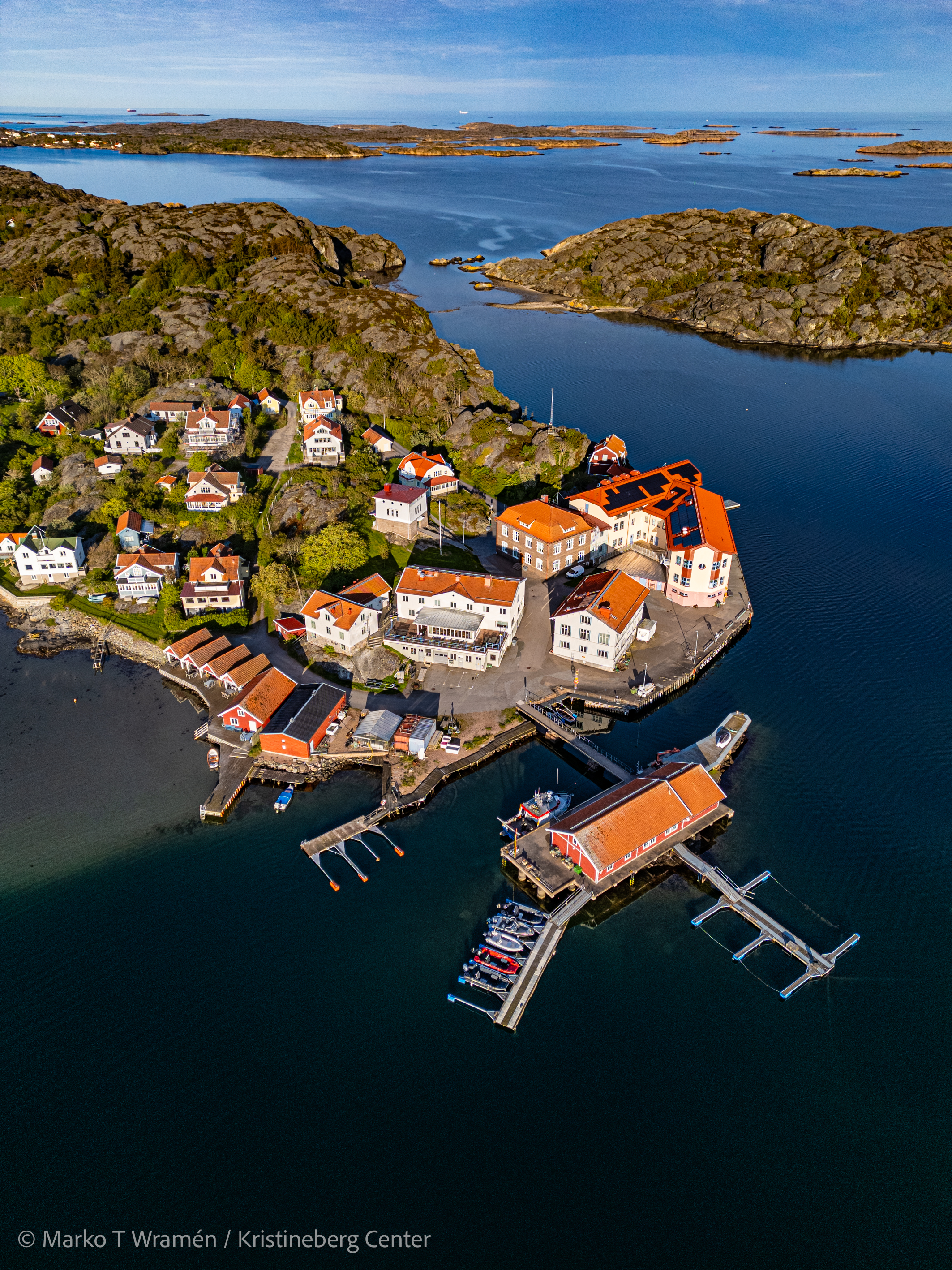
Kristineberg Center för marin forskning och innovation ligger i Gullmarfjordens mynning, på en udde på ön Skaftö, utanför samhället Fiskebäckskil och mittemot Lysekil.

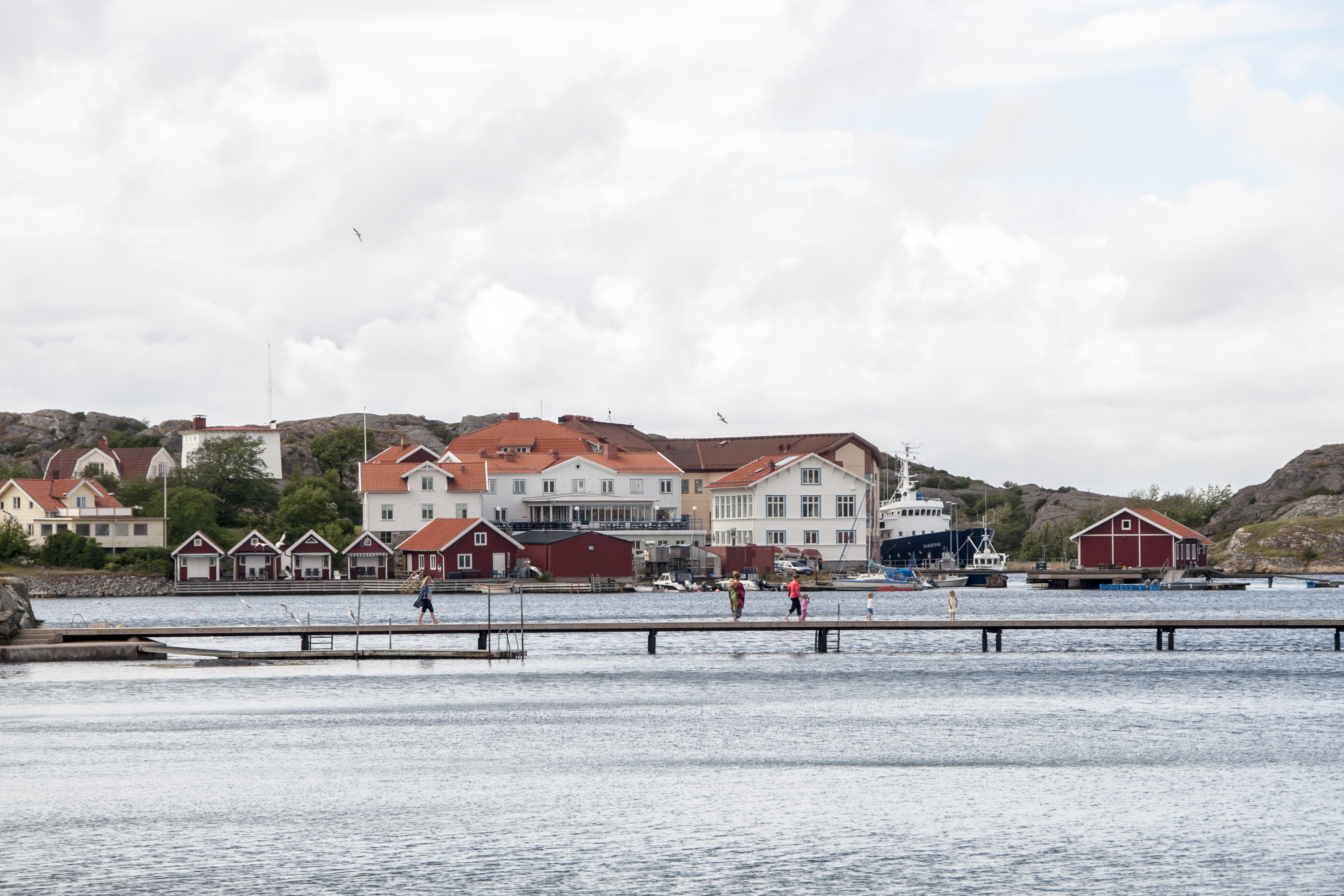
Kristineberg, Fiskebäckskil.

Kristinebergs marina forskningsstation, också känd som Kristineberg Center för marin forskning och innovation, är en del av Marina infrastrukturen vid Göteborgs universitet.
Kristineberg kom redan från ett besök av Bengt Fries på 1830-talet bli samlingsplats för havsbiologer, men som zoologisk station grundades den först 1877 på initiativ av Sven Lovén som Kristinebergs zoologiska hafstation.Sommarlaboratoriet uppfördes 1885 och vinterlaboratoriet 1905. Kristineberg är en av världens äldsta marina forskningsstationer. Den är belägen i utkanten av Fiskebäckskil vid Gullmarsfjordens mynning. 
Namnet ändrades först till Kristinebergs marinbiologiska station och sedan Kristinebergs marina forskningsstation. Kungl. Vetenskapsakademien drev Kristinebergs marina forskningsstation till 2008, då Göteborgs universitet sammanförde stationen med Tjärnö marina laboratorium. Idag tillhör forskningsstationen Institutionen för marina vetenskaper, Göteborgs universitet och är en del av Marina infrastrukturen vid Göteborgs universitet.
Under 2024 så påbörjades ett arbete från Göteborgs universitet att hitta en ny huvudman för stationen. Både Research Institute of Sweden (RISE) och Polarforskningssekretariatet har visat intresse att ta över stationen.
Den 11 juni 2025 skrev Göteborgs universitet och Polarforskningssekretariatet en avsiktsförklaring om att Polar ska ta över huvudmannaskapet för Kristineberg Center från universitet den 1 januari 2026 – förutsatt att nödvändiga politiska beslut fattas. Planen är att den marina forskningen ska fortsätta men utökas med marin polar forskning.